# Oswaldella medeae
Oswaldella medeae is een hydroïdpoliep uit de familie Kirchenpaueriidae. De poliep komt uit het geslacht Oswaldella. Oswaldella medeae werd in 2004 voor het eerst wetenschappelijk beschreven door Peña Cantero & Vervoort. 